# Saljoet 3
De Saljoet 3 (Russisch: Салют-3) werd op 25 juni 1974 gelanceerd en was de vijfde lancering in het kader van het Saljoet-programma en de tweede lancering van een Almaz-ruimtestation voor militaire doeleinden. Er werden succesvol diverse sensoren uitgetest en gedetailleerde foto's van doelwitten op aarde genomen met behulp van de enorme Agat-spionagecamera.

## Ontwikkeling en ontwerp
De bemande versies van het militaire Almaz-ruimtestations vlogen onder de dekmantel van het Saljoet-programma, maar hadden verder weinig van doen met de civiele ruimtestations die eveneens binnen het Saljoet-programma vlogen. Voor wat betreft het ontwerp was het tweede Almaz-station (OPS-2) gelijk aan het eerste Almaz-station (OPS-1) dat vloog onder de dekmantel-naam Saljoet 2.
Een opvallend kenmerk van Saljoet 3 was dat het station uitgerust was met een Nudelmann 14,5 mm-kanon voor zelfverdedigingsdoeleinden. De Sovjet-Unie was bang dat de Almaz-stations gekaapt konden worden met ruimtesleepboten of aangevallen konden worden door de Amerikaanse tegenhanger van Almaz, het Manned Orbital Laboratory (MOL). Tevens stelde het land geen prijs op spionagesatellieten op zeer korte afstand. Op 24 januari 1975 is met het kanon, bij wijze van test, succesvol een (speciaal voor dit doeleinde beschikbaar gestelde) satelliet beschoten en vernietigd. Voor zover bekend is er nooit op andere ruimteschepen geschoten.

## Missieverslag
Na de succesvolle lancering van Saljoet 3 op 25 juni waren drie bemande missies naar het ruimtestation gepland. Hiervan ging alleen de bemanning gebracht door de Sojoez 14 daadwerkelijk aan boord. Twee weken lang leefden zij aan boord van het station, fotografeerden ze tientallen militaire installaties met de Agat-camera en testten ze de overige waarnemingsapparatuur waarmee het station was uitgerust.
Ruim een maand na de terugkeer van Sojoez 14 vertrok de volgende bemanning. De koppeling van de Sojoez 15 mislukte echter, doordat het Igla-geautomatiseerde koppelingsysteem was uitgevallen. Tot twee keer toe werd geprobeerd handmatig te naderen en te koppelen. De eerste keer werd het station op slechts 7 meter gemist, de tweede keer vloog het Sojoez-ruimteschip op ruim 30 meter afstand er langs. Na twee dagen moest Sojoez 15 onverrichter zake terugkeren op aarde.
Na terugkeer van Sojoez 15 werd ontdekt dat er meerdere fouten in het Igla-koppelingssysteem zaten. Al snel werd duidelijk dat het systeem niet tijdig aangepast zou zijn om nog een bemande missie naar Saljoet 3 uit te voeren. De geplande Sojoez 16-missie kwam daarmee te vervallen, maar het reeds gebouwde ruimteschip vloog later een onbemande missie naar het civiele ruimtestation Saljoet 4.

### Filmcapsule
Op 23 september 1974 werd op commando van het vluchtleidingscentrum de KSI-filmcapsule uitgeworpen, die de opnamen bevatte van de Agat-spionagecamera. De KSI-capsule bood de mogelijkheid om gemaakte opnamen op vrijwel elk willekeurig moment terug te sturen naar de aarde, zonder afhankelijk te zijn van een bezoekend Sojoez-ruimteschip. Hoewel de capsule beschadigd raakte bij terugkeer in de atmosfeer en de parachute niet werd ontplooid, werd de film onbeschadigd geborgen ondanks de harde landing.

### Terugkeer
Hoewel Saljoet 3 uiteindelijk dus maar één keer werd bemand werd het project vanuit militair oogpunt als een groot succes beschouwd. Na 213 dagen werd Saljoet 3 op gecontroleerde wijze afgeremd om terug te keren in de dampkring en te verbranden, een dag na de succesvol uitgevoerde test met het Nudelmann-zelfverdedigingskanon.

## Missies en bemanning
- Sojoez 14 - 3 t/m 19 juli 1974
  - Joeri Artjoechin
  - Pavlo Popovytsj

- Sojoez 15 - 26 t/m 28 augustus 1974 - Koppeling tot twee keer toe mislukt
  - Lev Djomin
  - Gennadi Sarafanov

## Specificaties
- Aantal zonnepanelen - 2
- Bevoorrading - Sojoez 7K-T/A9 ruimtecapsule
- Aantal koppelpoorten - 1
- Aantal bemande missies - 2
- Aantal langdurige bemande missies - 1
- Aantal hoofdmotoren - 2
- Stuwkracht per hoofdmotor - 3,9 kN